# Prînada, Iavoriv
Prînada (în ucraineană Принада) este un sat în comuna Seredkevîci din raionul Iavoriv, regiunea Liov, Ucraina.

## Demografie
Componența lingvistică a localității Prînada
     Ucraineană (99,59%)
     Alte limbi (0,41%)
Conform recensământului din 2001, majoritatea populației localității Prînada era vorbitoare de ucraineană (99,59%), existând în minoritate și vorbitori de alte limbi.